# Слаутне
Слаутне (рос. Слаутное) — село у Пенжинському районі Камчатського краю Російської Федерації.
Населення становить 230 осіб. Входить до складу муніципального утворення село Слаутне.

## Історія
До 1 червня 2007 року у складі Коряцького автономного округу Камчатської області, відтак у складі Камчатського краю. Згідно із законом від 2 грудня 2004 року органом місцевого самоврядування є село Слаутне.

## Населення
| 2002 | 2010 | 2012 | 2013 | 2014 | 2015 | 2016 |
| ---- | ---- | ---- | ---- | ---- | ---- | ---- |
| 478  | ↘280 | ↘279 | ↘267 | ↘257 | ↘247 | ↘240 |
| 2017 | 2018 |      |      |      |      |      |
| ↘235 | ↘230 |      |      |      |      |      |